# سن ماسیمو
سن ماسیمو (به ایتالیایی: San Massimo) یک کومونه در ایتالیا است که در استان کامپوباسو واقع شده‌است.

## خصوصیات
سن ماسیمو ۲۷٫۶ کیلومترمربع مساحت و ۷۳۶ نفر جمعیت دارد.